# Arota alineata
Arota alineata är en insektsart som beskrevs av Brunner von Wattenwyl 1891. Arota alineata ingår i släktet Arota och familjen vårtbitare. Inga underarter finns listade i Catalogue of Life.